# Wairau Valley
Wairau Valley – miasto w Nowej Zelandii, na Wyspie Południowej, w regionie Marlborough.